# 炊飯器

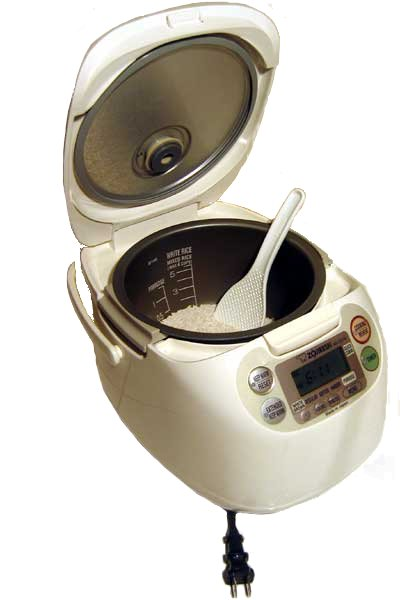
象印製電気炊飯器

炊飯器（すいはんき）とは、米を炊いて飯にするための調理器具。主に電気式とガス式があり、電気式は自動調理電気鍋として扱える場合もある。
本項では特記がない限り、ジャポニカ米用を中心に記述する。

## 概要
高度経済成長期以後の日本の主食を支える重要な家電である。家庭用においては電気式（電気炊飯器）とガス式（ガス炊飯器）、それに他の調理機器と組み合わせて使うものがあり、それぞれ電気釜･ガス釜･炊飯鍋ともいう。業務用ではライス・ボイラーといわれる大型のものや、洗米から炊飯までこなす全自動炊飯器なるもの（こちらは炊飯機とも呼ばれる）まで多様な種類が存在する。
日本では炊飯の省力化に対する需要は大きく、戦前から製品開発が行われてきたが、人間が行うような細かな加熱制御が難しく、高品質な炊飯が可能になるまでには50年以上が掛かっている。1923年に三菱電機から世界初かつ業務用の電気炊飯器が登場したが、未だ自動ではなく、一般人にとっては利用が難しいものでもあった。その後、一般に普及するに至る自動炊飯器は、高度経済成長期の1955年に東京芝浦電気（現在の東芝）から世界で初めて発売された。日本で自動炊飯器が発明に至った背景として、日本人にとって米は重要な主食で炊きあがり方にも細かな拘りがあり、また伝統的な「かまど」による炊飯が重労働であったことや、創意工夫する家電メーカーが多数登場し、自動炊飯器を生み出す文化的素地があったことが挙げられる。日本で主流のジャポニカ米の炊飯の工程は釜だけで完結するため自動化しやすく、海外で主流のインディカ米の炊飯の工程は茹でこぼしが必要（釜で炊くというよりも鍋でパスタのように茹でる）であるため自動化しにくい点も、日本と海外の炊飯器の開発状況に差を付けている。
電気式のものでは炊飯には30分（蒸らし時間を入れると1時間弱）程度の時間が掛かる。日本では1990年代より主流のマイコン内蔵の高度化した機種では、内蔵されたマイコンの演算機能により、炊き上がりの設定時間から炊飯開始の時刻を逆算、任意の時間に炊き上がるような製品も見られる。また、マイコンにソフトウェアが搭載された事と、第二次AIブームの影響を受けた事で、加熱のON/OFF制御から脱却し、ファジィコントロール，ニューロ・ファジィなど、加熱の初歩的な最適化も可能になった。なお炊飯に掛かる時間は、米の量、熱源の能力（電熱ヒーターのワット数や入力電圧あるいは火力）、外気温や気圧などによって一様ではない。高級機種では外気圧の影響を受けにくいような圧力釜状の機能を持つ製品も多く、廉価版の安価で単純な機能のみの製品との差別化が図られている。一般大衆にとっては、1990年代には実用上十分な品質の炊飯を行えるようになっているが、2020年代初頭においては第三次AIブームの影響を受けて、クラウドに実装されたAIとの連携によって、投入された米の状態を判別し、高品質の炊飯を可能にするような製品も出回り初めている。
電気式で家庭用の、いわゆる白物家電に属する炊飯器は、1955年の発売当初は日本国内でのみ製造･販売･購入されていた。日本食ブームに乗って欧米へ、またアジア諸国の米飯を食べる地域でも家庭所得の増大と省力化の波に乗って輸出され、後に現地生産、さらには日本への輸出もされるようになっている。
さらに単身世帯の増加や個食化により、1合以下の少量でも炊飯できる電子レンジ用炊飯器や、電気式ライスクッカー（ミニ電気炊飯器）、ガスコンロ用炊飯鍋も市場に出回り、選択の幅が広がっている。
なお、日本では「ジャー炊飯器」として家庭用品品質表示法の適用対象となっており電気式のものは電気機械器具品質表示規程に定めがある。

## 電気炊飯器

### 機能･仕様･価格
一般家庭用としては、小は単身者用の1合（180ミリリットル）程度のものから、大は10合（1.8リットル=1升）程度まである（業務用の製品では3升程度のものまである）。大きさ、機能、使用する素材、原産国によって価格の開きは大きく、5000円 - 12万円程度までの幅がある。特に高級機について、メーカー各社は競って味や保温性などを改良しており、高性能な釜に留まらず、加熱制御を最適化するための高度な機構や設定項目を持つ製品も登場している。更には、米の銘柄毎の炊き分けやIoTなど、もはや実用的かどうか分からない程に高度な機能が用意されている事もある。
安価な製品はアルミ製の内釜を電熱ヒーターで加熱している。現在はIH（Induction Heating、誘導加熱）で釜自体を発熱させる方式を採用したものも多い。いずれも加熱や保温、タイマー機能などはマイコンで制御されている。IH式に圧力釜を併用したものもあり、より高温高圧（1.4気圧110°C程度で炊飯できる。また、最近はスチームによって加熱・保温するものも出ている。業務用においては、マイクロ波式のものもある。
内釜には、熱伝導率の高い銅やダイヤモンドなどを張り合わせたり、遠赤外線を放射する炭やセラミックを使ったり、ディンプル加工をしたりして蓄熱性を持たせたり、真空断熱によって発熱効率を上げかつ省電力で保温できるようにしたりといった工夫も行われている。
炊き上がりのバラツキを低減するために、温度センサの他、赤外線センサや重量センサなどが使われる。また、高級機には炎の揺らぎによる加熱ムラを再現した製品や、ユーザーが米の銘柄や食後の感想を入力するなどして加熱制御を最適化したり、IoTに対応する製品もある。
その他、耐久性を上げるため、フレームにアルミダイキャストを使ったものや、内釜に特殊コーティングを施して内釜の長期保を行っているものが存在する。逆に、炭素や陶器など、素材によっては割れやすい釜も存在する。
| メーカー     | メーカー | 吸水                                                       | 温度上昇                                                                  | 炊きムラ抑制                                                     | 蒸気のうまみ還元             | 保温              | 内釜の耐久性                         | その他                     |
| ------------ | -------- | ---------------------------------------------------------- | ------------------------------------------------------------------------- | ---------------------------------------------------------------- | ---------------------------- | ----------------- | ------------------------------------ | -------------------------- |
| 三菱         | 三菱     | 可変超音波吸水                                             | 炭素釜                                                                    | 全面加熱                                                         | 蒸気密封・うまさカートリッジ |                   | 炭素により脆弱                       | 米の銘柄毎の加熱制御最適化 |
| 東芝         | 東芝     | 真空ひたし                                                 | 圧力釜                                                                    | ダイアモンドチタンコート･遠赤ダイアモンド銀コート･全面ディンプル | うまみドーム蒸気口           | 真空美白保温      | ダイアモンドチタンコート             |                            |
| パナソニック | 旧松下   |                                                            | 高温スチーム・高硬度中空セラミックス・高断熱中空セラミックス              | 全面加熱･遠赤ハードコート（ダイアモンド含有）                    |                              | スチーム再加熱    | 遠赤ハードコート（ダイアモンド含有） |                            |
| パナソニック | 旧三洋   | 可変圧力吸水                                               | 圧力釜                                                                    | 純銅仕込み釜                                                     | うまみタンク                 | 最適加熱          |                                      |                            |
| 日立         | 日立     |                                                            | 圧力スチーム                                                              |                                                                  | 蒸気カット                   | スチーム･真空断熱 | ゴールドフッ素加工                   |                            |
| タイガー     | タイガー |                                                            | 圧力釜・剛火IH・熱封土鍋コーティング（セラミックビーズ+中空ガラスビーズ） | 遠赤土鍋コーティング･土鍋風大かきまぜ技（大沸騰）                |                              |                   | 高耐久フッ素加工                     |                            |
| 象印         | 象印     | プラチナナノ粒子を使った水質アルカリ化によるたんぱく質分解 | 圧力釜                                                                    | 側面加熱･羽釜リング                                              |                              | 最適温度保温      |                                      |                            |
| シャープ     | シャープ | かき混ぜによる粒引き離し                                   | 中空ビーズ                                                                | かき混ぜによる温度ムラ抑制                                       | かき混ぜによる泡切り         |                   | 液晶ガラス入りフッ素コート           | かき混ぜによる洗米         |

### 付加機能
以前は、炊飯機能だけでなく保温機能も備えている炊飯器を炊飯ジャー、ジャー炊飯器等といったが、1980年代以降の電気式はこれが大半であり、ことさらそのような呼び方はしなくなった。ガス式でも電気による保温機能を備えているものがある。
普通の飯だけでなく、おこわや粥なども美味しく炊けるような付加価値をつけているものも多数あり、さらに機種によってはパンを焼き上げる機能や、パン生地、ヨーグルトの発酵に適した温度を維持する機能なども付加されている場合もある。
2000年代に入り、日本国内では、炊飯器でスープや肉じゃがなどの煮込み料理やスポンジケーキなどを調理することが消費者の間で流行し、炊飯器だけで調理できるレシピを収録した書籍も刊行されている。しかし使用する機種によっては内釜や炊飯器本体を傷める可能性もある。特に釜内側にテフロン加工をしてある機種では、中に陶磁器の食器を入れて調理する際に、その糸底でこのテフロン加工に傷が付くおそれがある。また内釜に焦げ付きが出来たり、内部のパッキングが傷む・匂いが染み付いて炊飯時に臭いが残るなどのトラブルも聞かれる（当然、用途以外に使った場合の故障には、無料修理保証は適用されない）。日本国外では、そのような機能が日本メーカーの製品も含めて標準となっていて、自動調理電気鍋と化しているものもある。

#### 糖質カット機能
2020年代に入り、糖質カット機能を有した炊飯器が販売されるようになったが、虚偽であることが判明。景品表示法違反として消費者庁が4社に措置命令をだした。

### 歴史

#### 前史
日本初の民生用炊飯器は1923年に発売された三菱電機の炊飯器である。だがヒーターの上に釜を乗せた形状で、船舶用として使われいた。また三菱電機は1930年頃にも炊飯器を制作しており、こちらは自動的に温度に達したら電気が切れる仕組みとなっていた。「電気を使用して飯を炊く」と言う発想自体は古くから存在する。現に大日本帝国陸軍が1937年に制式採用した九七式炊事自動車には炊飯櫃という原始的な電気炊飯器が装備されていた。これは四角い木製の箱の両端に電極を付けたものである。炊飯櫃の中に研いだ米と水と少量の食塩を入れて電極に通電すると、中の水が通電により発熱して炊飯を行う。そして米が炊きあがると、水分が減少するため抵抗値が上昇して発熱量が少なくなり、そのまま保温に移行するという原理であった。しかし、この方式では水の種類や米の研ぎ加減によって発熱量が変化して炊き加減がばらつく上に、感電の危険が大きく、家庭用とするには不向きであった。
家庭用の電気炊飯器は、初期の開発中のものは、単にヒーターで加熱し一定温度になると切れる、という単純な構造のものであった。だが、この方式では外気温の影響を受けやすい（加えて日本では四季により季節の寒暖の差が激しい）ことから、炊き上がりにばらつきがあった。各メーカーは失敗続きのまま、試行錯誤を繰り返していた。この段階では櫃の中に電熱線を入れ込んだ試作機すらみられた。これについては東京通信工業（現在のソニー）が設立当初に取り組んでいる。また1950年代には熱源が練炭で、炊きあがりを電気式のブザーで知らせる練炭炊飯器も存在した。

#### 電気炊飯器の開発
1950年7月、東芝川崎本社にて家庭電気課による新製品開発予定の会議が開かれた。この開発予定リストの25番目に出たのが炊飯器であった。この会議の結果、試作計画が立てられた。ところが、先行する三菱の電気釜に対してメリットを出そうとするが難航、松下も三菱同様の二層形の製品を出したことで更にタイミングを逸し、開発は一時棚上げとなった。
3年後、家庭電気課は部に昇格。それとともに凍結していた電気釜の開発が再スタートすることになる。東芝の山田正吾は料理教室を主催する岡松喜与子による示唆を受けて、炊飯におけるアルファ化は98度以上であれば20分で完了する点に至った。協力会社の光伸社においてこれが実証された。
ヒーターで温度をあげる事は可能だが、問題は時間だった。水量や外気の関係でタイムスイッチでは不可能であり、サーモスタットを利用するとして、窯の中で水分が減少し釜の温度が上がるタイミングでは焦げてしまう。これを解決するための間接中炊き、つまり20分で蒸発する量の水を釜と釜の間に入れ、釜底の温度が確実にあがった段階でサーモスタットが入る仕掛けが考案され、協力会社にて実証された。
最初に実用的な電気炊飯器を発明したのは、東京の町工場である「光伸社」の三並義忠である。釜を三重化する方法を採用することで、実用的な炊飯が可能となった（これは空気の層による保熱機能で、温度を高めるようにしたもの）。

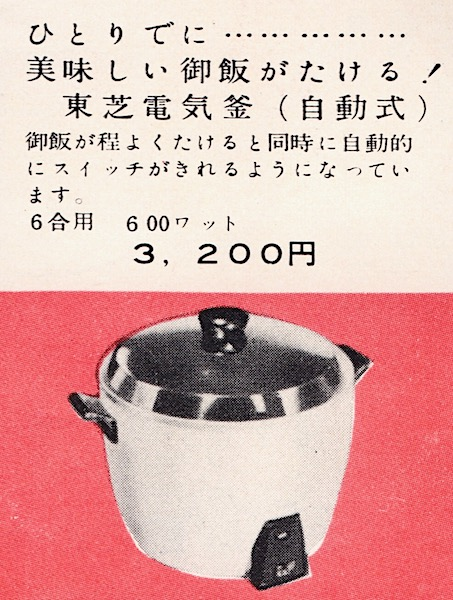
東芝の「自動式電気釜」の広告（1956年）

やがて1955年12月に自動式電気釜という名で東京芝浦電気（現在の東芝）から世界初の発明品が発売された。容量1.1リットル炊きで価格は3200円。「二重釜間接炊き」という方式が導入された。これは外釜と内釜の間に少量の水を入れておき、炊きあがると水分が減って温度が上がるのをバイメタルが検知して、自動式で電源オフにする機能である。他には磁石によってスイッチを電源オンに保持し、温度が磁石のキューリー点を超えると磁力を失って電源オフとするものあった。
このおかげで、いったん電源オンにすれば、あとは自動的に電源オフになるので、炊飯中に常時見張っている必要がなくなった。さらに、自動的に電源オンになるタイマーも別途併売された。これらにより、電源のON･OFFが自動化されたので、いったんタイマーをかけておけば、夜眠っている間に炊飯されて、朝起きたら炊き上がっているようになった。全自動化されて便利だったため、電気釜は大ヒット商品となった（東芝内では製品化する際、「寝ている間に米を炊こうなどという女と結婚したいのか」と製品化に反対、または製品化しても売れないという声もあった）。
なお、電気釜の開発と自動化の開発が混同されたり、電気釜の開発と電気釜の製品化が混同されるなど、「東芝が電気釜を開発した」という誤解も世間では広がっているが、これは正しくない。東芝は電気釜の開発過程では、光伸社に協力はしたが、主導したわけではない。
後の1956年には、松下電器も電気炊飯器を製品化している。松下電器製のものは鍋と釜を二層構造とすることで、比較的外気温に影響されない炊飯が可能であった（この方式を二層形電気釜という。その後二層形は炊飯に時間がかかることや消費電力が大きい欠点があり、1960年代以降は次第に廃れていった）。

#### 電気炊飯器の改良
この当時の炊飯器は保温機能を備えておらず、最後におひつに移す作業が必要で、またすぐに冷めてしまっていた。そうした中で、象印マホービンが1965年に半導体のPTCヒーターによる電子制御の保温機能を備えた電子ジャーを発売。同商品は年間200万個を売る大ヒット商品となった。その後、三菱電機が1967年（昭和42年）に保温機能を備えた炊飯器を発売する。
これらの登場によって、従来、家庭において洗米から水張り・火加減を行って、最後におひつに釜から移すという主婦の作業を軽減させる事にもつながり、洗濯機と並んで日本の家庭の必需品とまでなっている。1960年代を通してタイマーにより前夜にセットしておけば、早朝に炊飯する手間が省ける機能を備えた機種が登場、普及を見せた。東芝では保温機能を持つ機種を「保温釜」、持たないものを「電気釜」と呼んでいるが、純然たる「電気釜」は業務用を除き1990年代までに絶滅し、東芝の商品一覧からその名を消している。さらに「保温釜」の呼び名も一時期できるだけ使わないようにしていた時期があったが現在は普通に使われている。
1980年代よりマイコン制御を取り入れる機種が登場して多機能化（時計を内蔵し、タイマー設定も2つまで記憶できるなど）も進み、1990年代にはマイコンによる各種機能によって好みの炊き加減（硬い、柔らかいなど）が選択出来るように成った他、玄米や麦飯など、健康ブームにも関連して、様々な食品が調理できるものも登場している。中には蒸し器としても利用できる機種もある。
なお1980年代末には早くもIH方式による加熱を採用した機種も登場したが、これらでは様々な設定の組み合わせて加熱を細かく制御する事により、よりおいしいご飯が炊けると主張している。圧力釜仕様の製品では1.2 - 1.7気圧程度（家庭用は法規制で1.4気圧程度迄）の圧力がかかるようにして沸点を100°Cより高くしたり、高価な機種ではスチーム加熱などの機能を備えていることが多い。
1990年代には、中国で、機能は限られるが安価な炊飯器が大量に生産されるようになり、日本を含む各国に輸出されるようになった。このため、日本のメーカーは商品の機能を増やすなど、付加価値をつけることで対抗することとなった。
2000年代になり、内釜に金属以外の素材を使用し、遠赤外線の作用などによって、ご飯の風味が良くなることを特徴とした高級品が出現し、注目を集めている。三菱電機は「本炭釜」と称する炭素材削り出しの内釜を使用した高額商品を販売した。また、有田焼などの陶器の内釜を使用した商品もある。陶器を使用した粥や生薬用の電気調理器具は中国に1980年代からあり、近年は炊飯器も製造されている。

### 内蔵電池
電気式の炊飯器の一部には、コンセントからプラグを抜いた状態でも時計を機能させ、タイマーや炊飯設定を記憶させておくためのリチウム電池が内蔵されている。電池が消耗すると通電していない状態では時計表示が消え、タイマー予約もできないが、炊飯や保温は支障なく行える製品がほとんどである。電池は基板にはんだ付けされた接片にスポット溶接されており、ユーザー自身による交換は想定されていない。そのため有料修理となるが、電池代+技術料（さらに部品代が加わる場合や基板交換の場合もある）でおおよそ4000円 - 8000円程度となる。

### 国外から見た日本の炊飯器
1980年代以降、中国、韓国など、米食を主体とする国でも、電気炊飯器が製造･販売されているが、価格競争重視のため単純な炊飯機能のみの単機能モデルがほとんどであった。
このため、日本に観光目的でやってくる高所得者層から出稼ぎでやってくる労働者まで、上手に美味しく炊ける日本国内向けの多機能炊飯器を土産に選ぶケースも多かった。しかし、日本国内向けに販売されている炊飯器はほぼ全て100V専用品のため電圧の差などの関係で日本国外ではそのまま使用できないケースもある。なお、秋葉原などの電気街に行くと、外国人観光客向けに115V/120V/200V/240Vなど、さまざまな国の電源に対応した多種多様の炊飯器が販売されており、観光客が英語などで表記されている炊飯器の箱を持っている姿が見られる。
また、これらの炊飯器は、日本の粘り気のある米（ジャポニカ米）を炊くために加熱パターンなどを最適化しており、特にインディカ米（タイなど東南アジアなどで広く栽培されている長粒種）をこれで炊くと、美味しく炊けない場合が多い。
本来、インディカ米には鍋で沸騰させた湯に投じて茹で、煮上がった所で湯を切って蒸らす湯取（ゆとり）という調理法を取る。これは日本の水加減を調節するやりかたとの違いが大きいが、これを炊飯器で再現させる事が難しい。このためインディカ米を日本の米と同じように（やや水を多めにして）炊くこととなるが、伝統的な調理法と比べると、どうしても風味が違ってしまうようである。特にチャーハンのように炒めて食べる場合には、炊飯器を使うと、出来た飯の炊け具合が良くない（表面がベタベタする）と言われている。
また、西アジアなど、内釜の底におこげができることを好む地域の場合、日本国内向けの商品では満足できない場合がある。このため、メーカーもこのような地域には、加熱パターンが異なる製品を投入している。

### 生産量
2005年の世界の家庭用電気炊飯器の生産量は約8500万台といわれ、内、中国が約6000万台で、大多数は広東省湛江市と廉江市で製造されている。他は、日本、韓国が主な産地である。
ちなみに、中国語では「電飯煲」というが、これは本来広東語の言い方で、最後の漢字も方言字であるが、広東省が生産基地のため、従来の「電飯鍋」という言い方を淘汰させてしまったものである。

## ガス炊飯器

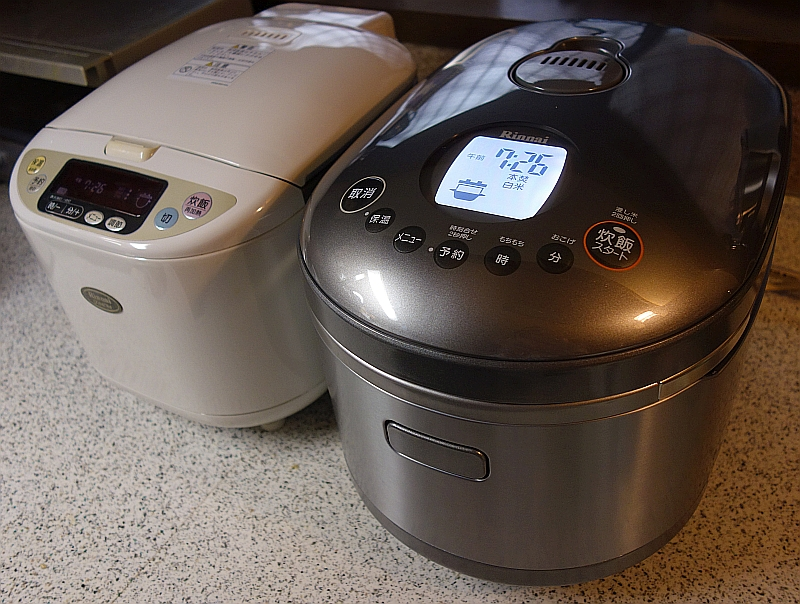
ガス炊飯器（家庭用）

### 仕様
炊飯釜を約1200度のバーナーによる直火で熱するのが特徴で、IH炊飯器に比べ複雑な機構が必要なく、調理時間もやや短い。ガスコンロ上に炊飯釜を乗せた形状のため、同容量の電気炊飯器に比べ全高は高くなる。都市ガス（12A･13A）用とプロパンガス（LPG）用があり、同じ機種でも燃料ごとに型番が異なる。

### 業務用炊飯器
飲食店などの業務用は、ほとんどの場合ガス炊飯器やガスを使った大型の器具で、数十合（数升=数リットル）を一度に炊ける容量を持つ。こちらは炊き上がりよりも所要時間の短縮に注力される場合が多い。また、釜の形状も積み重ねができるものがあるなど、家庭用と違う需要に応えられるようにデザインされている。
なお、ガス炊飯器でも電気によって放電点火する方式のものや、保温できる機能を付加機能として備えているものもある。

### 歴史
日本国内でのガス炊飯器は、1902年（明治35年）に「ガスかまど」が開発され、改良を重ねながら各ガス会社により1960年代まで販売された。味にこだわる一部の料亭などでは現在でも使用されている。
1957年（昭和32年）にはガス自動炊飯器が開発され、1979年（昭和54年）になると電子ジャー（保温機能）付きガス炊飯器も登場。
1991年（平成3年）には、かまどでの炊飯を忠実に再現した家庭用高級機「αかまど炊き」が発売され、マイナーチェンジされながらロングセラーとなった。
2011年の東北地方太平洋沖地震（東日本大震災）以後、節電意識の高まりや電気料金の値上げが相次いだことから、炊飯時に電力消費量の少ないガス炊飯器に注目が集まり、一時的に品薄状態となったり、当初予想を大幅に越える出荷数を記録した。それだけでなく、旧来から電気炊飯器よりもガス炊飯器の方が火力が高いため美味であるとの意見も存在し、ガス炊飯器の根強いファンは居た。
2012年（平成24年）には、21年ぶりにフルモデルチェンジされた「直火匠（じかびのたくみ）」（リンナイ･東京ガス･大阪ガス･東邦ガス共同開発）が販売開始されている。各地域のガス会社との共同開発のため、「地域的な好み」を乗り越えての開発となった。

## 他の熱源を利用する炊飯器

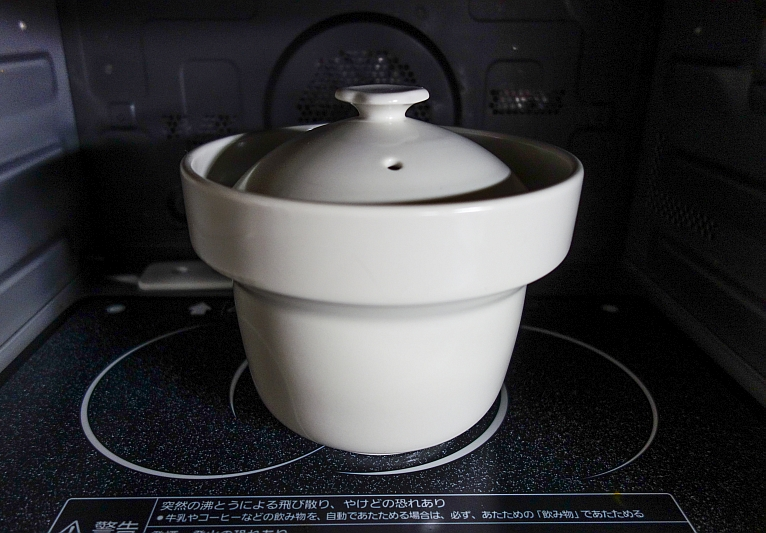
電子レンジ用炊飯器

単体では炊飯できないが、他の調理機器のエネルギーを利用することで炊飯する調理器具も、炊飯器と呼ばれることがある（「電子レンジ用炊飯器」など）。ただし、ガスレンジやIHクッキングヒーターを用いるものでは、同様のものでも「炊飯鍋」と呼ばれることが多い。どちらも炊飯容量の少ないものが一般的で、参入メーカーも多岐にわたる。

## 主な製造メーカー
- 象印マホービン（炊飯器の国内シェアトップ）
- タイガー魔法瓶
- 東芝ホームテクノ（販売は東芝ライフスタイル）
- パナソニック
  - 三洋電機（可変圧力式機種「Wおどり炊き」シリーズを製造）
- シャープ
- 三菱電機（三菱電機ホーム機器）
- 日立グローバルライフソリューションズ
- アイリスオーヤマ
- クク電子
- 山善
- リンナイ（ガス炊飯器）
- パロマ（ガス炊飯器）
- 貝印（電子レンジ用炊飯器）
- 森井（電子レンジ用炊飯器）
- HARIO（電子レンジ用炊飯器）
- ハイアール
- 大同公司（中国語版）（大同電鍋を販売する台湾企業）